# Helicopsyche blahniki
Helicopsyche blahniki là một loài Trichoptera trong họ Helicopsychidae. Chúng phân bố ở vùng Tân nhiệt đới.